# Ōtsuki Gentaku

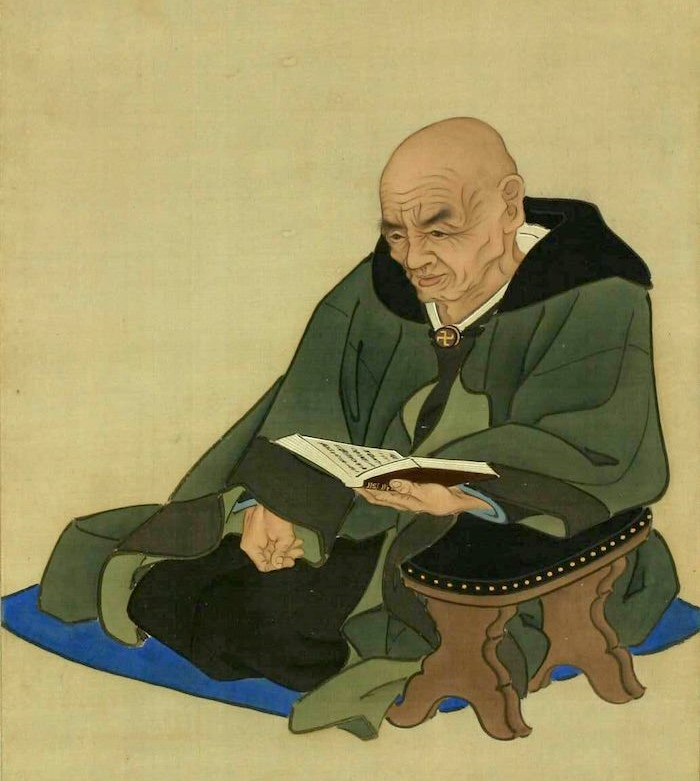
Ōtsuki Gentaku

Ōtsuki Gentaku (japanisch 大槻 玄澤, auch unter dem Namen Ōtsuki Bansui (大槻 磐水) bekannt; geboren 9. November 1757 in Ichinoseki in der Provinz Mutsu (heute Präfektur Iwate); gestorben 25. April 1827) war ein japanischer Arzt und Rangaku-Gelehrter.

## Leben und Werk
Ōtsuki Gentaku wurde als Sohn eines Arztes geboren, der für die in Ichinoseki residierenden Tamura tätig war, Verwandte des Date-Klans. Ōtsuki ging 1778 nach Edo und studierte dort westliche Medizin unter Sugita Gempaku. Er studierte außerdem Holländisch unter Maeno Ryōtaku. 1785 ging er nach Nagasaki, um sich unter Motoki Yoshinaga (1735–1794), einem Dolmetscher des Tokugawa-Shogunats weiter zu bilden, der an der holländischen Station Dejima tätig war.
1786 bekam Ōtsuki eine Anstellung als Arzt bei der Residenz des Date-Klans in Edo und eröffnete eine eigene Schule unter dem Namen „Shirandō“ (芝蘭堂). Zu seinen Schülern gehörten
- Inamura Sampaku (稲村 三伯; 1758–1811),
- Udagawa Genzui (宇田川 玄随; 1756–1798) und
- Udagawa Genshin (宇田川 玄真; 1770–1835).

Sein Lehrbuch „Rangaku kaitai“ (蘭学階梯) – etwa „Stufenleiter zur Holländischen Wissenschaft“– wurde viel gelesen. Er feierte in seiner Schule Neujahr nach holländischem, also westlichem Kalender als „Oranda Shōgatsu“ (阿蘭陀正月), wozu viele seiner Kollegen erschienen. 
1811 wurde Ōtsuki vom Shogunat zum „Beauftragter Übersetzer ausländischer Werke“ (番所和下 御用係, Bansho wage goyō-gakari) ernannt, um eine annotierte Übersetzung einer holländischen Ausgabe des französischen Werkes zur Landwirtschaft „Agronome français dictionnaire économique“ von Noël Chomel aus dem Jahr 1709 herzustellen.